# Grã-Bretanha nos Jogos Olímpicos de Verão de 2020
A Grã-Bretanha (nome com que o Comité Olímpico Britânico é representado nos Jogos Olímpicos) está representada nos Jogos Olímpicos de Verão de 2020 por um total de 378 desportistas que competem em 26 desportos. Responsável pela equipa olímpica é a Associação Olímpica Britânica, bem como as federações desportivas nacionais da cada desporto com participação.
Os portadores da bandeira na cerimónia de abertura foram o remador Mohamed Sbihi e a regatista Hannah Mills.

## Medalhistas
A equipa olímpica do Reino Unido tem obtido seguintes medalhas:
| Nome | Desporto               | Competição                |
| --- | ---------------------- | ------------------------- |
| Ouro |                        |                           |
| Thomas Pidcock | Ciclismo de montanha   | Cross-country M           |
| Bethany Shriever | Ciclismo BMX           | Corrida F                 |
| Adam Peaty | Natação                | 100 m bruços M            |
| Thomas Dean | Natação                | 200 m livre M             |
| Thomas Dean James Guy Matthew Richards Duncan Scott                                                                                    | Natação                | 4×200 m livre M           |
| Kathleen Dawson Adam Peaty James Guy Anna Hopkin                                                                                       | Natação                | 4×100 m estilos misto     |
| Thomas Daley Matthew Lee | Saltos                 | Plataforma 10 m sincro. M |
| Jessica Learmonth Jonathan Brownlee Georgia Taylor-Brown Alex Yee                                                                      | Triatlo                | Relevo misto              |
| Prata |                        |                           |
| Kye Whyte | Ciclismo BMX           | Corrida M                 |
| Duncan Scott | Natação                | 200 m livre M             |
| Duncan Scott | Natação                | 200 m estilos M           |
| Mallory Franklin | Canoagem em slalom     | C1 F                      |
| Harry Leask Angus Groom Tom Barras Jack Beaumont                                                                                       | Remo                   | Quatro scull (M4X) M      |
| Bradly Sinden | Taekwondo              | –68 kg M                  |
| Lauren Williams | Taekwondo              | –67 kg F                  |
| Alex Yee | Triatlo                | Individual M              |
| Georgia Taylor-Brown | Triatlo                | Individual F              |
| Bronze |                        |                           |
| Jennifer Gadirova Jessica Gadirova Alice Kinsella Amelie Morgan                                                                        | Ginástica artística    | Equipo F                  |
| Bryony Page | Ginástica em trampolim | Individual F              |
| Charlotte Dujardin (Gio) | Hípica                 | Doma individual           |
| Carl Hester (Em Vogue) Charlotte Fry (Everdale) Charlotte Dujardin (Gio)                                                               | Hípica                 | Doma por equipas          |
| Luke Greenbank | Natação                | 200 m costas M            |
| Josh Bugajski Jacob Dawson Thomas George Mohamed Sbihi Charles Elwes Oliver Wynne-Griffith James Rudkin Thomas Ford Henry Fieldman (t) | Remo                   | Oito com timonel (M8+) M  |
| Bianca Walkden | Taekwondo              | +67 kg F                  |
| Matthew Coward-Holley | Tiro                   | Fosso M                   |
| Emma Wilson | Vela                   | RS:X F                    |
| Chelsie Giles | Judô                   | –52 kg F                  |